# 「一家に1枚」シリーズ
「一家に1枚」シリーズ（いっかにいちまいシリーズ）は、日本の文部科学省が毎年4月の科学技術週間に合わせて製作・配布している図表（ポスター）。科学知識を親しみやすく示したもので、2005年に第1弾として「一家に1枚 周期表」が発表されて以後、さまざまなテーマで製作されている。

## 概要
「一家に1枚」シリーズの基本コンセプトとしては、以下が掲げられている。
- 大人から子供まで部分的にでも興味を持たせるもの
- 見た目がきれいで、部屋に貼っておきたくなるもの
- 基礎的・普遍的な科学知識を中心とするもの
- 身近な物や事象との関連付けをして、親しみをもてるもの

「一家に1枚」シリーズのポスターは、文部科学省の科学技術理解増進施策の一環として製作・配布されているものである。ポスターの企画は、2009年度以後大学や独立行政法人などの研究機関、学術団体などから募集しており、応募された企画を企画選考委員会が審議した上で選定している。
ポスターは日本全国の小学校・中学校・高等学校に配布されているほか、科学技術週間に合わせて協力科学館・博物館、科学技術週間関連イベントを通じて配布されている。これらポスターは一過性のものではなく、新たな知見を加えて随時改訂が加えられており、たとえば第一弾の「一家に1枚 周期表」は2013年3月に第7版が発表されている。「科学技術週間」公式サイトや、版権を管理している科学技術広報財団のサイトでPDFファイルとして最新版のポスターが配布されている。

## 沿革
2003年、日本学術会議の公開シンポジウムにおいて、科学的な正確性を持ちつつ親しみやすい、日常の中で触れられる周期表の制作が提案された。玉尾皓平らを中心として制作された「一家に1枚 周期表」は2005年に完成して配布され、科学雑誌『ニュートン』に特集が組まれるなどの反響を呼んだ。
シリーズ第2弾となる「一家に1枚 ヒトゲノムマップ」は、2005年9月に文部科学省から科学研究費「特定領域研究ゲノム4領域」（総代表・高木利久）に製作が打診され、検討の結果、加藤和人が担当する京都大学生命科学研究科・生命文化学研究室によって製作されたものである。
企画公募形式は第5弾（2009年配布分）よりはじまり、最初の回では国立天文台企画による「天体望遠鏡400年」が選考された。

## シリーズ
- 2005年 - 「一家に1枚 周期表」
「一家に1枚」シリーズの第一弾となったもので、 玉尾皓平（理化学研究所）の企画による[7]。
- 2006年 - 「一家に1枚 ヒトゲノムマップ」
科学研究費「特定領域研究ゲノム4領域」企画。京都大学生命科学研究科・生命文化学研究室制作[6]。Web版がある。
- 2007年 - 「一家に1枚 宇宙図 2007」
国立天文台、「天文学とプラネタリウム」による企画。制作者は縣秀彦ら。
- 2008年 - 「一家に1枚 光マップ」
河田聡（理化学研究所）監修。制作は河田聡、藤田克昌、庄司暁[7][8][9]。
- 2009年 - 「一家に1枚 天体望遠鏡400年」
この回より企画公募開始。国立天文台の企画により、臼田-佐藤功美子、縣秀彦らが制作。世界天文年に合わせたもの[2]。
- 2010年 - 「一家に1枚 未来をつくるプラズマ」
プラズマ科学連合の企画。制作者は藤山寛（長崎大学）、比村治彦（京都工芸繊維大学）ら[10]。
- 2011年 - 「一家に1枚 磁場と超伝導」
低温工学協会の企画。制作者は下山淳一（東京大学）ら[11]。
- 2012年 - 「一家に1枚 太陽」
天文教育普及研究会の企画で、製作委員会代表は野澤恵（茨城大学）[12]。
- 2013年 - 「一家に1枚 鉱物－地球と宇宙の宝物－」
日本鉱物科学会企画・監修で、制作ワーキンググループ代表者は奥山康子（産業技術総合研究所）[13]。
- 2014年 - 「一家に1枚 動く！タンパク質」
日本生物物理学会企画・監修で、制作ワーキンググループ代表者は林久美子（東北大学）[14]。
- 2015年 - 「一家に1枚 くすりの形」
企画・監修は上杉志成、土佐尚子、飯吉透（いずれも京都大学）。edXでの講義が企画の発端[15]。
- 2016年 - 「一家に1枚 水素」
企画・制作は大友季哉ら（高エネルギー加速器研究機構物質構造科学研究所）。キャベンディッシュの水素発見より250年[16]。
- 2017年 - 「一家に1枚 生きもののすべては細胞から」
企画は京都大学iPS細胞研究所。制作・監修は中山彩香、遠山真理、野口悦、川上雅弘[17]。
- 2018年 - 「一家に1枚 量子ビームの図鑑」
企画・製作・監修　安居院あかね、鈴木國弘、足立恵美子 (量子科学技術研究開発機構)。(2019年　繁体中国語版 )　プランクのノーベル物理学賞受賞から100年[18]。
- 2019年 - 「一家に1枚 日本列島7億年」
企画は日本地質学会。監修・アートディレクターは辻森樹（東北大学）、磯﨑行雄（東京大学）[19]。
- 2020年 - 「一家に1枚 南極 ‐地球の未来を映す窓‐」
企画は国立極地研究所[20]。
- 2021年 - 「一家に1枚 海  ～その多様な世界～」
企画・制作・監修はJAMSTEC（国立研究開発法人海洋研究開発機構）[21]。
- 2022年 - 「一家に1枚 ガラス ～人類と歩んできた万能材料～」
企画・監修は日本セラミックス協会国際ガラス年日本実行委員会[22]。
- 2023年 - 「一家に1枚 ウイルス ～小さくて大きな存在～」
企画は国立研究開発法人理化学研究所[23]。
- 2024年 - 「一家に1枚 世界とつながる“数理”」
企画は国立研究開発法人理化学研究所[24]。
- 2025年 - 「一家に1枚 量子と量子技術～量子コンピュータまでの100年！～」
企画・監修は山本俊（大阪大学）ら[25]。